# Joachim von Neuhaus
Joachim von Neuhaus (auch Joachim von Hradec, tschechisch Jáchym z Hradce; * 14. Juli 1526; † 13. Dezember 1565) war 1546–1555 Burggraf von Karlstein und danach Oberstkanzler von Böhmen. Er entstammte der Teltscher Linie der Herren von Neuhaus.

## Leben
Seine Eltern waren Adam I. von Neuhaus und Anna von Rosental (Anna z Rožmitála a Blatné). Beim Tod des Vaters 1531 war Joachim erst fünf Jahre alt, weshalb er und seine Geschwister zunächst unter die Vormundschaft ihrer Mutter und weiterer Adliger gestellt wurden. Da sein Vater als Oberstkanzler Böhmens zu den Günstlingen des böhmischen Königs Ferdinand gehört hatte, kam Joachim im Alter von acht Jahren zur Erziehung an Ferdinands Hof, wo er zusammen mit den Erzherzögen Maximilian und Ferdinand unter die Obhut des Hofmeisters und Lehrers Hermann Záleský (Heřman Záleský z Prostého) gestellt wurde. Záleský erteilte den Unterricht in Latein und Deutsch und war zudem verpflichtet, mit seinen Zöglingen auch tschechisch und polnisch zu sprechen, damit sie auch diese Sprachen flüssig beherrschten. Zusammen mit den Erzherzögen unternahm Joachim eine Bildungsreise nach Italien, Frankreich und in die Niederlande. In diesen Jahren wurde seine lebenslange politische Verbundenheit zu den Habsburgern geprägt.
1546 übernahm Joachim die Regentschaft und selbständige Verwaltung der ererbten Besitzungen, zu denen u. a. Neuhaus, Teltsch, Slavonice, Počátky und Želetava (Schelletau) gehörten. Im selben Jahr vermählte er sich mit Anna, einer Tochter des Jost III. von Rosenberg. Mit einem in Breslau verfassten Schreiben wurde er von König Ferdinand zum Hauptmann des Kreises Bechin ernannt. Zusammen mit dem König und dessen Landhofmeister Zdislav von Berka von Dubá beteiligte sich Joachim am 24. April 1547 an der Schlacht bei Mühlberg, mit der der Schmalkaldische Krieg beendet wurde.
1550 teilte Joachim das väterliche Erbe mit seinem bis dahin unmündigen jüngeren Bruder Zacharias, dem er Slavonice, Strmilov und Kunžak sowie Teltsch übertrug, dessen Burg Zacharias zu seiner Residenz wählte. Im selben Jahr schlossen Joachim und Zacharias einen Erbvertrag, wonach einer den anderen beerben sollte, falls einer ohne männlichen Nachkommen sterben würde. Obwohl ihnen der Kaiser am 2. Juni 1551 eine Audienz gewährte, bei der Joachim zum Geheimen Rat und Zacharias zum Kammerherrn ernannt wurden, bestätigte der Kaiser den zwischen den Brüdern geschlossenen Erbvertrag erst kurz vor seinem Tode 1564.
1550 nahm Joachim als Abgesandter des Königs Ferdinand zusammen mit Johann von Waldstein am mährischen Landtag in Olmütz teil. 1552 erwarb er vom König die den Herren von Malovec konfiszierte Herrschaft Winterberg. 1553 nahm Joachim am Prager Landtag teil und zusammen mit Wilhelm von Rosenberg an der Hochzeit von Ferdinands verwitweter Tochter Katharina mit dem polnischen König Sigismund II., die am 31. Juli d. J. in Krakau stattfand.
Für seine treuen Dienste wurde Joachim 1551 von König Ferdinand zum Burggrafen von Karlstein und nach dem Tod Heinrichs von Plauen 1554 zum Oberstkanzler Böhmens ernannt. Der spanischen König Philipp II. nahm Joachim 1561 in den Orden vom Goldenen Vlies auf. 1562 übertrug ihm König Ferdinand erbrechtlich die Burg Frauenberg.
Ende der 1550er Jahre ließ Heinrich das Schloss Jindřichův Hradec und das von ihm erworbene Prager Palais durch den Baumeister Antonio Ericer im Stil der Renaissance umbauen. Wegen seiner häufigen Abwesenheit wurde die Herrschaft Neuhaus von seinen Wirtschafts- und Hofbeamten verwaltet. Sie konnten die zunächst verschuldeten Besitzungen nicht nur konsolidieren, sondern auch erweitern. Allein in der Zeit von 1561 bis 1564 soll sich das Vermögen verdoppelt haben. Die Stadt Neuhaus erlebte eine wirtschaftliche Blüte.
Nach Ferdinands Tod 1564 sollte Joachim für dessen Nachfolger Maximilian die Verhandlungen mit Mähren und Schlesien um deren finanzielle Beteiligung an den Türkenkriegen führen und Maximilian zum Augsburger Reichstag begleiten, wozu es jedoch nicht mehr kam. Der steile Aufstieg Joachims fand ein jähes Ende, als er am 12. Dezember 1565 in der Nähe von Wien beim Absturz einer Holzbrücke in der Donau ertrank. Bei seinem Tode sollen seine Besitzungen wieder hoch verschuldet gewesen sein.

## Familie
Joachim von Neuhaus war mit Anna von Rosenberg verheiratet, die 1580 starb. Der Ehe entstammten die Kinder:
- Anna († 1553)
- Elisabeth/Alžběta († 1596)
- Adam († 1596), böhmischer Oberstkanzler und Prager Burggraf; verheiratet mit Katharina von Montfort († 1631)
- Heinrich Adam († 1551)
- Anna, verheiratet mit Ulrich Felix von Lobkowitz (Oldřich Felix Lobkovic na Kosti)